# 白鳥交通 (岐阜県)
株式会社白鳥交通（しろとりこうつう）は、岐阜県郡上市に本社を置くバス・タクシー事業者である。本業である貸切バスのほか、郡上市内での一般路線バスの運行、自主運行によるコミュニティバスの運行も行っている。かつては都市間ツアーバスも運行していた。

## 概要
白鳥交通の運行するバス路線は、新設された路線を除き岐阜乗合自動車から郡上市自主運行バスに移管された後、白鳥交通の自主運行路線に変更されたものが多い。ただし、石徹白線は国鉄バスがジェイアール東海バスに分社・民営化される直前の1986年に石徹白北線・石徹白南線などの路線が廃止されたことを受け、代替として白鳥町が運行していたものを市町村合併に伴い郡上市自主運行バスとして運行を開始した後、運行委託先の白鳥交通に一般路線バスとして移管したものである。
「白鳥交通タクシー」としてタクシー事業も営んでおり、2021年6月より、ヤマト運輸と配達業務委託契約を結び、ヤマト運輸の置き配サービス「EASY」の配達を開始した。

## 本社・営業所
- 本社：岐阜県郡上市白鳥町中津屋226-1
- 本社営業所：岐阜県郡上市白鳥町中津屋881-1
- 関営業所：岐阜県関市緑町2-73-1

## 現行路線

### 一般路線バス
- 郡上八幡白鳥線[3]
  - 郡上白鳥 - 鷲見病院 -  大中駅前 - 白鳥交通本社前 - 郡上市大和庁舎 - 郡上徳永 - 河辺 - 郡上高校前 - 郡上八幡駅
    - 郡上八幡白鳥線は2012年までは岐阜乗合自動車八幡白鳥線として運行。[4][注釈 1]この路線は、ほぼ全ての区間国道156号線を経由する。
- 郡上八幡万場線
  - 郡上白鳥 - 鷲見病院 -  大島工業団地前 - 上万場 - 万場 - 名皿部 - 大和インター前 - 河辺 - 郡上高校前 - 郡上八幡駅
    - 2015年(平成27年)新設。[5]この路線は、鷲見病院前から河辺の間は県道52号白鳥板取線を経由する。
- 白鳥ひるがの線[6]
  - 鷲見病院 - 郡上市白鳥庁舎 - 郡上白鳥 - 白鳥高原駅前 - 長滝神社前 − 北濃 - 前谷 − 正ヶ洞 - 湯の平温泉 - 道の駅大日岳 − 分水嶺公園 − ひるがの高原 - ひるがのスキー場
    - 2018年のダイヤ改正で白鳥荘川線が廃止されたことに伴いひるがのスキー場・ひるがの新開地間の運行を取りやめた。これによって冬期のひるがの自然公園前・ひるがの新開地間の運休がなくなった。
- 石徹白線
  - 白鳥庁舎 - 鷲見病院 - 郡上白鳥 - 白鳥高原駅前 - 北濃 - 阿弥陀ヶ滝 - 石徹白[注釈 2] - 上在所
    - 第1便・第3便は定期運航。第2便のみオンデマンドで運行。第2便に乗車する場合は、乗車の1時間前までに予約が必要。石徹白線はマイクロバスで運行されるため、十名以上で乗車する際は全便予約が必要。日祝日と年始は運休。なお、白鳥交通が郡上市から委託を受けて運行していた郡上市自主運行バス石徹白線は、2014年(平成26年)4月1日から白鳥交通石徹白線に移管され、ルートや停留所が変更された。[8]

### 白鳥町デマンドバス
白鳥町自主運行バスの干田野線、那留線、牛道線の廃止にともない運行開始。白鳥町商工会が白鳥交通、高鷲タクシーに委託運行。白鳥地区の住民のみ利用可で、あらかじめ電話予約が必要。バス停は起点と終点のみで、バス停以外からの乗車の際は各路線の運行ルート付近で予約された場所を経由する。
- 干田野ルート：干田野 - 美濃白鳥駅 (※土日祝祭運休)
- 大間見ルート：大間見 - 美濃白鳥駅 (※土日祝祭運休)
- 阿多岐ルート：阿多岐 - 美濃白鳥駅 (※日祝祭運休)
- 六ノ里ルート：干田野 - 美濃白鳥駅 (※日祝祭運休)

## 休廃止路線

### 休止路線
- 郡上八幡白川郷線
  - 郡上八幡　城下町プラザ - 鷲見病院 - 郡上白鳥 - 白鳥高原駅前 - 北濃 - ひるがの高原 - 下野々俣公民館前 - 牧戸 - 御母衣湖 - 牧 - 平瀬温泉 - 白川郷[注釈 3] - 鳩ケ谷 - 飯島
    - 2012年(平成24年)4月20日より新規開通。新規開通後、長良川鉄道との相互乗り継ぎ割引を実施し、美濃太田駅・白川郷間の割引切符を発売。[10][11] 2014年のダイヤ改正時より運休。[注釈 4][12]

### 廃止路線
- 荘川白鳥線[6]
  - 白鳥庁舎 - 鷲見病院 - 郡上白鳥 - 白鳥高原駅前 - 北濃 - 正ヶ洞 - 湯の平温泉 - ひるがの高原 - ひるがのスキー場 - ひるがの新開地 - 御手洗 - 下野々俣公民館前 - 下野々俣山谷前 - 下野々俣野口前 - 牧戸公民館前 - 牧戸[注釈 5] - 中畑中田前 - 道の駅桜の郷 荘川[注釈 6][注釈 7]
    - 2010年(平成22年)10月1日までは岐阜乗合自動車が運行する荘川八幡線(郡上八幡駅 - 美濃白鳥駅 - ひるがの高原 - 道の駅桜の郷 荘川)であった。同年10月から運行事業者が白鳥交通に変更された。2014年には、運行区間が濃飛バスとの接続が可能な牧戸[注釈 8]まで短縮された。路線移管から2018年(平成30年)4月1日に廃止されるまでは、4月から11月までの土日祝日のみ運行されていた。[13]廃止の理由は、2017年(平成29年)4月に濃飛バス荘川線のダイヤ改正[注釈 9]が行われ高山駅方面行きのバスに牧戸停留所にて乗り継ぎができなくなり、利用者が激減したためである。[6][14]
- 荘川白川郷線
  - 牧戸 - 御母衣湖 - 牧 - 平瀬温泉 - 白川郷[注釈 3] - 荻町 - 鳩ケ谷 - 飯島
    - 郡上八幡白川郷線(2013年夏季シーズンより休止中)の新設により、2013年3月頃廃止。路線廃止前は、冬期に御母衣湖・飯島間で運休していた。なお、他路線が経由する道の駅桜の郷 荘川を経由していなかった。

### 期間限定バス
2021年11月5日から2022年2月27日までの期間限定で、下呂と郡上を結ぶ無料シャトルバスを運行していた。
- 無料シャトルバス
  - 美濃白鳥駅 - 道の駅古今伝授の里やまと - 郡上八幡駅 - 下呂駅

## 車両
主に日野自動車製を所有している。
- 主力保有車両（路線車）：日野・ブルーリボン、日産ディーゼル・スペースランナー